# Kontur

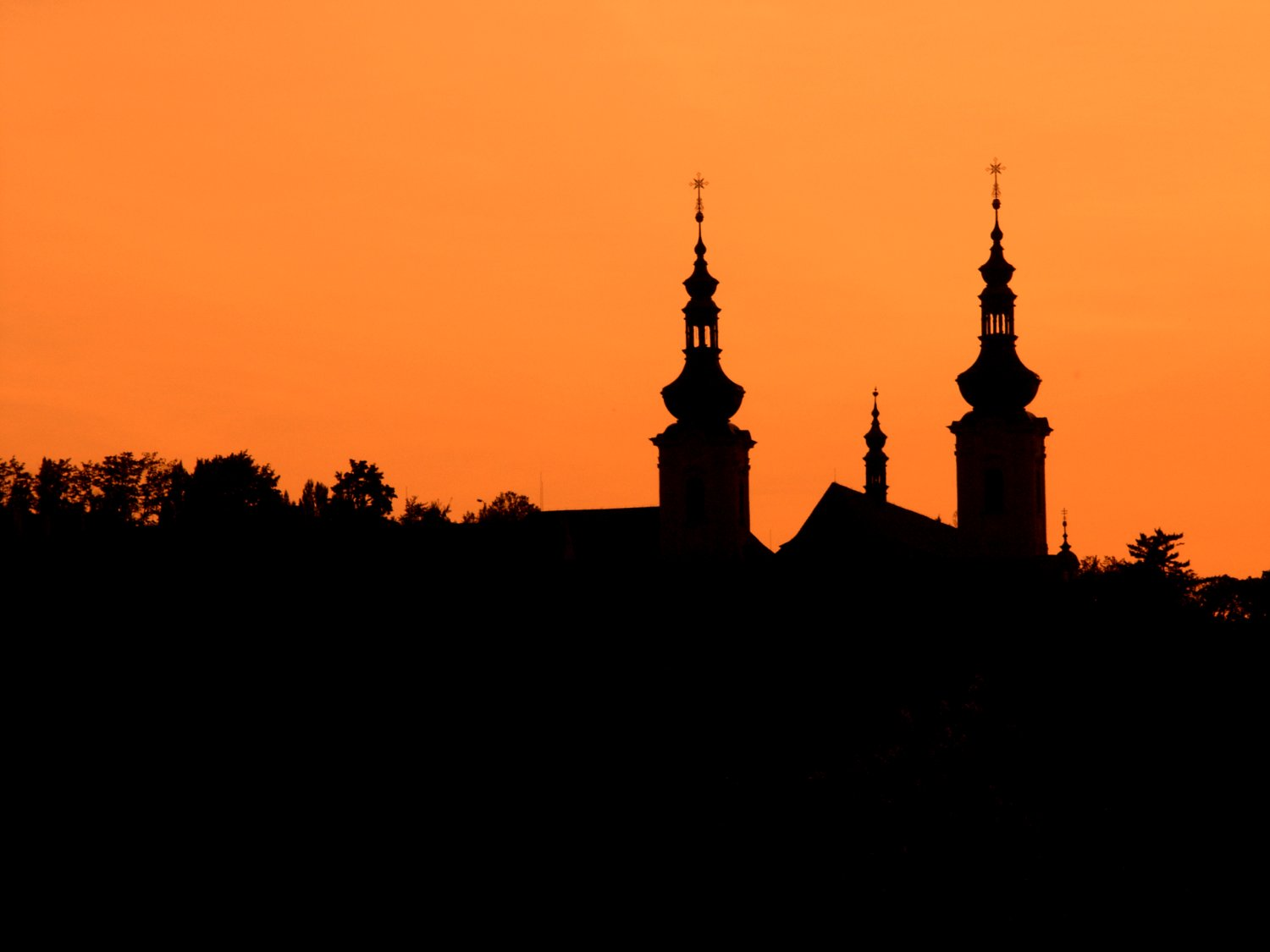
Kontur

Kontur kommer av franskans contour och betyder omkrets, ytterlinje. 
Ett föremåls kontur är särskilt användbar i estetiskt framförande, till exempel målade tavlor, textila produktioner, dekorativa föremål. 
I marknadsföring är det inte ovanligt att varumärken skapas som utnyttjar en produkts eller företagsnamnets konturlinjer som säljande objekt.